# Yueosaurus
Yueosaurus là một chi khủng long, được Zheng W. Jin X. Shibata Azuma & Yu F. mô tả khoa học năm 2011.